# Vincent Simpson
Vincent Simpson (Filadelfia, 11 settembre 1988) è un ex cestista statunitense.

## Palmarès
- Coppa di Slovacchia: 1

Komárno: 2013